# فولی برژه
فولی برژر (به فرانسوی: Folies Bergère) کاباره معروفی در شهر پاریس است که در ۱ مه ۱۸۶۹ گشایش یافت و به یکی از نخستین تالارهای برجسته موسیقی در پاریس تبدیل شد.

## تاریخچه
تا دهه پایانی سده نوزدهم کمدی‌های موزیکال، اپرت‌ها و باله‌ها و نمایش‌های رقصنده‌ها، شعبده‌بازان و بندبازان در آن اجرا می‌شد. زمانی که در ۱۸۹۴ برهنگی تالارهای موسیقی پاریس را تسخیر کرد، فولی برژر نیز به نمایش برهنگی زنان پرداخت به‌گونه‌ای که هیجان این نمایش‌ها اجراهای دیگرش را تحت‌الشعاع قرار داد.
فولی برژر تحت سرپرستی پل دروال از ۱۹۱۸ تا ۱۹۶۶، آوازه‌ای بین‌المللی کسب کرد. دروال رشته‌ای از اجراهای مجلل و پرشکوه را با زنان جوان زیبای نیمه برهنه در پوشش پر زرق و برق، بروی صحنه آورد. آواز، آکروبات‌بازی و نمایش‌های کوتاه از دیگر برنامه‌های آن زمان بودند که مورد استقبال پاریسی‌ها و گردشگران قرار گرفتند. فولی برژر از سده نوزدهم میلادی اجراهای هنرمندان برجسته زیادی را به نمایش گذارد که از میان آن‌ها می‌توان به جوزفین بیکر، ایوت گیلبر و موریس شوالیه اشاره کرد.

## نگارخانه

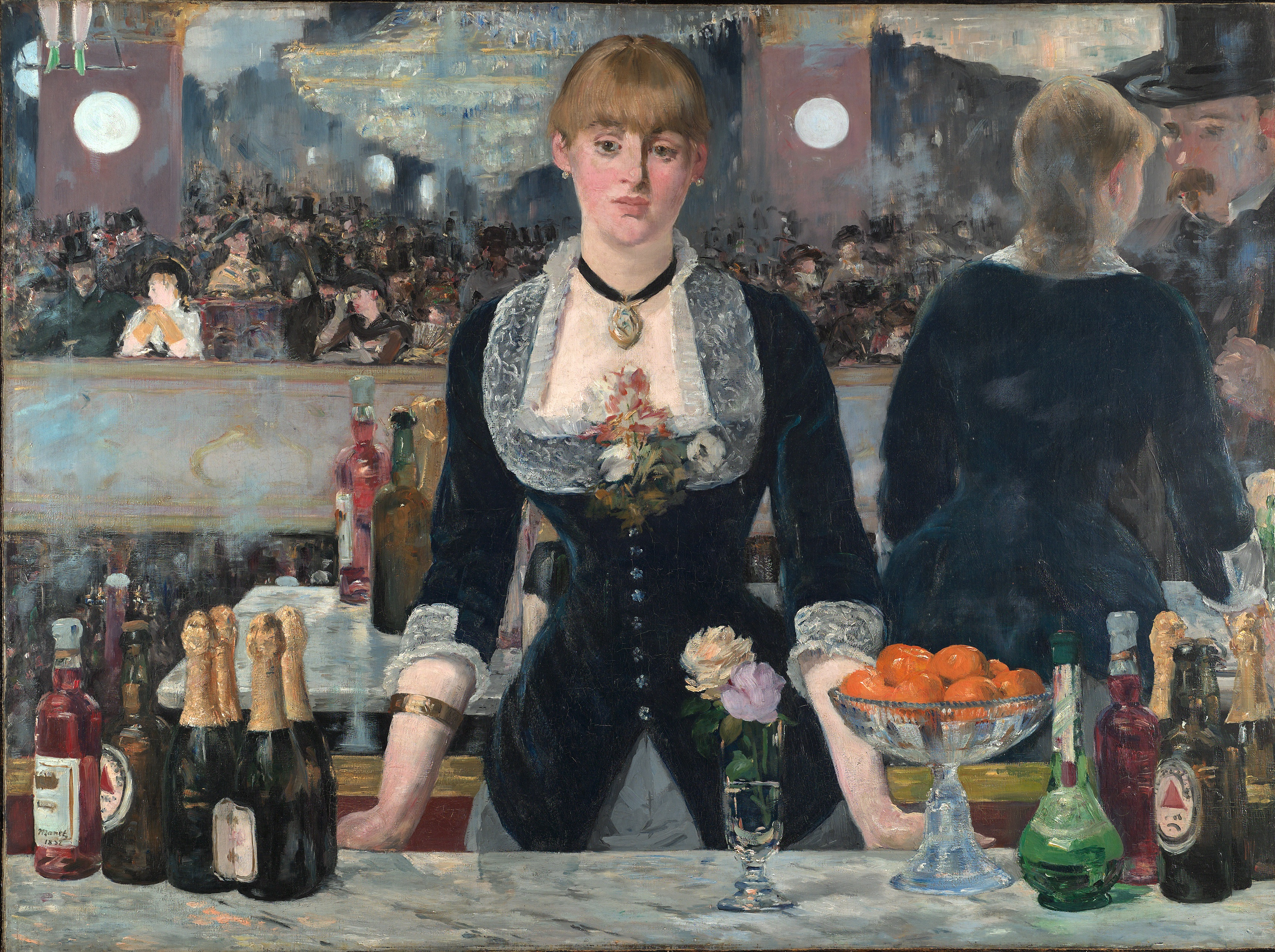
تابلوی مشهور «بار فولی برژه» اثر ادوار مانه، ۱۸۸۲
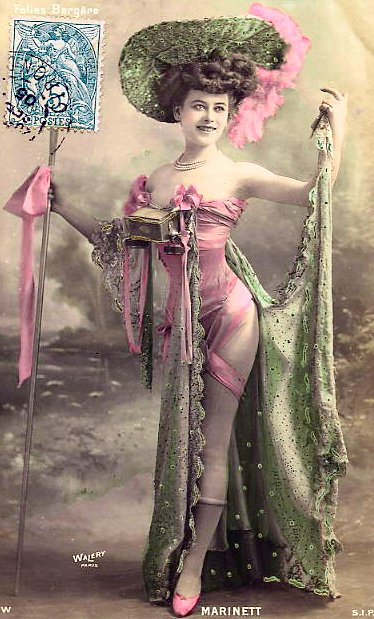
نمونه‌ای از نوع پوشش، حدود ۱۹۰۰
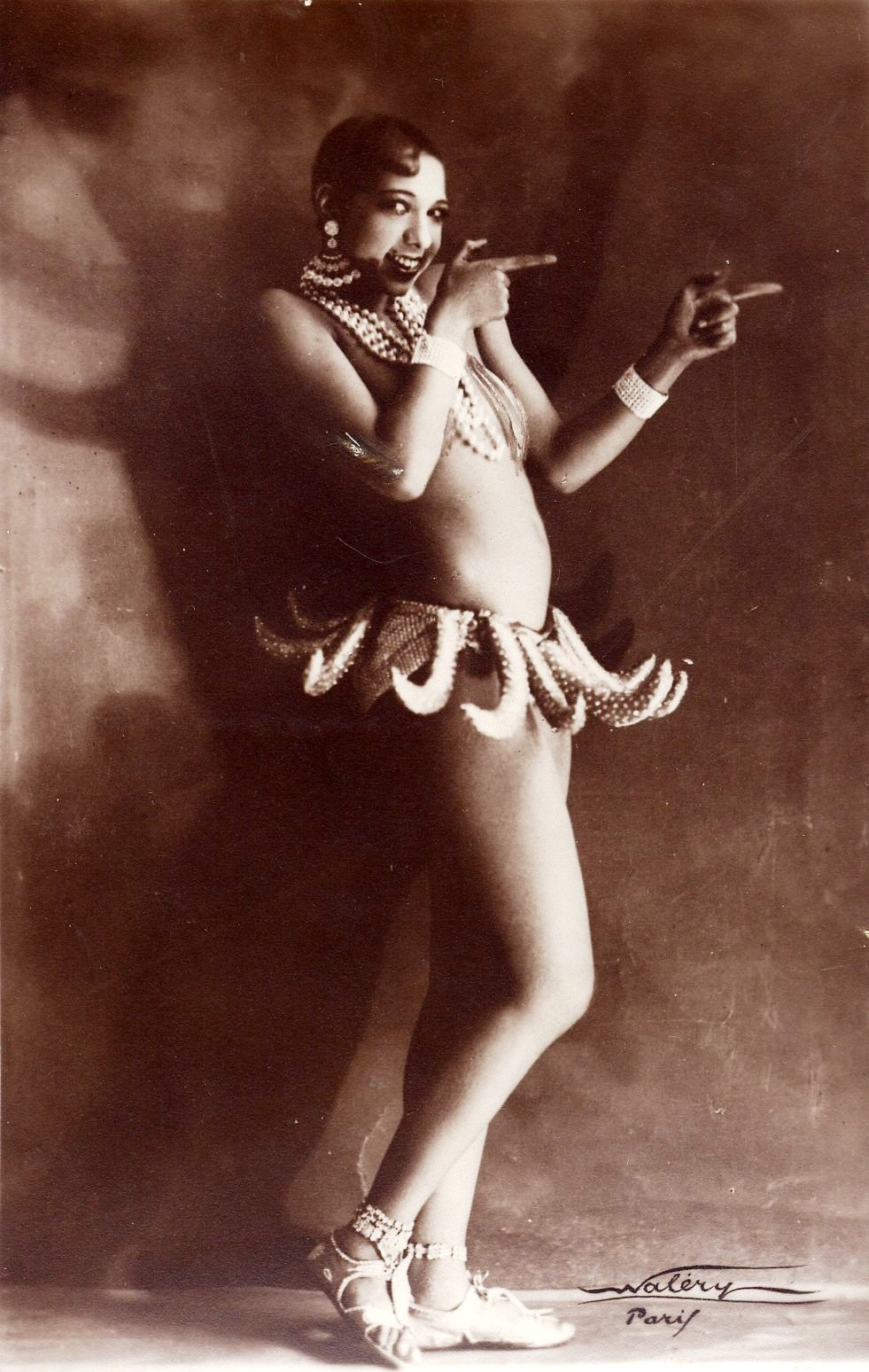
جوزفین بیکر، ۱۹۲۷
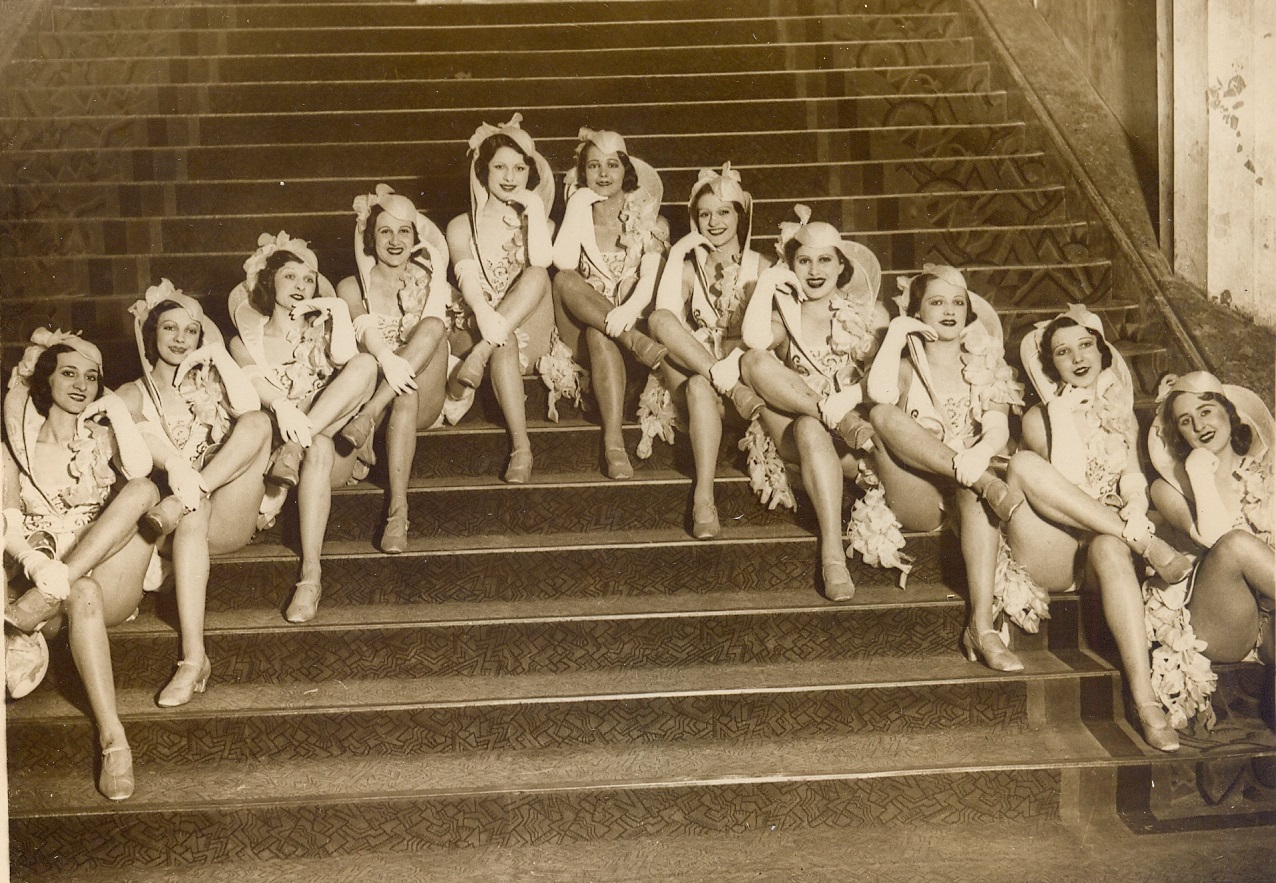
۱۹۳۳